# Кузнецова, Елена Николаевна
Еле́на Никола́евна Кузнецо́ва (род. 4 августа 1977, Алма-Ата) — казахстанская легкоатлетка, специалистка по спортивной ходьбе. Выступала за сборную Казахстана по лёгкой атлетике в 1997—2004 годах, победительница и призёрка первенств национального значения, действующая рекордсменка страны в дисциплине 20 000 метров, участница двух летних Олимпийских игр. Мастер спорта международного класса Республики Казахстан.

## Биография
Елена Кузнецова родилась 4 августа 1977 года в Алма-Ате, Казахская ССР. Занималась лёгкой атлетикой под руководством Натальи Георгиевны Ермоленко.
Впервые заявила о себе на международном уровне в сезоне 1997 года, когда вошла в состав казахстанской сборной и выступила на Кубке мира по спортивной ходьбе в Подебрадах, где в дисциплине 10 км с результатом 49:33 заняла итоговое 83-е место.
В 1999 году на Кубке мира в Мезидон-Канон на дистанции 20 км финишировала 81-й, показав результат 1:45:41.
В 2000 году в ходьбе на 20 км с личным рекордом 1:32:23	одержала победу на чемпионате Казахстана в Алма-Ате. Благодаря этому успешному выступлению удостоилась права защищать честь страны на летних Олимпийских играх в Сиднее — в программе 20 км показала время 1:42:45, расположившись в итоговом протоколе на 40-й строке.
В 2002 году на чемпионате Казахстана в Алма-Ате превзошла всех соперниц в дисциплине 20 000 метров, установив ныне действующий национальный рекорд — 1:36:45.77. Позднее на Кубке мира в Турине с результатом 1:41:32 заняла 52-е место в ходьбе на 20 км.
В 2004 году на Кубке мира в Наумбурге сошла с 20-километровой дистанции. Принимала участие в Олимпийских играх в Афинах — здесь на финише показала результат 1:49:08, став в общем зачёте 40-й. По окончании афинской Олимпиады завершила спортивную карьеру.
За выдающиеся спортивные достижения удостоена почётного звания «Мастер спорта международного класса Республики Казахстан».